# Borås folkhögskola
Borås folkhögskola är en folkhögskola i Borås, grundad 1/7 2015. Stiftande organisationer och huvudmän är olika arbetarrörelseorganisationer med lokal anknytning.